# Kavik River
Der Kavik River ist ein etwa 140 km langer rechter Nebenfluss des Shaviovik River im Nordosten des US-Bundesstaats Alaska.

## Verlauf
Der Kavik River entspringt im Norden der Brookskette an der Westflanke des 2146 m hohen Mount Salisbury auf einer Höhe von etwa 1520 m. Er fließt in überwiegend nördlicher Richtung durch das Gebirge. Bei Flusskilometer 115 erreicht der Fluss das Küstentiefland der North Slope. Er bildet nun einen verflochtenen Fluss. Ab Flusskilometer 110 wendet sich der Kavik River nach Nordwesten. Bei Flusskilometer 104 trifft der Pogopuk Creek, der bedeutendste Nebenfluss des Kavik River, linksseitig auf diesen. Im Anschluss fließt der Kavik River in Richtung Nordnordwest. Bei Flusskilometer 63 befindet sich unweit vom rechten Flussufer das Kavik River Camp (⊙) mit einer Flugpiste. In der Folge wendet sich der Kavik River in Richtung Westnordwest. Bei Flusskilometer 50 wendet er sich in Richtung Nordnordwest. Später fließt er nach Norden. Schließlich mündet der Kavik River in den Shaviovik River, 20 km oberhalb dessen Mündung ins Meer.

## Einzugsgebiet
Das etwa 2125 km² große Einzugsgebiet des Kavik River grenzt im Osten an das Einzugsgebiet des Canning River, im Südosten an das des Juniper Creek sowie im Westen an das des oberen Shaviovik River.

## Namensgebung
Der Fluss erhielt seinen Namen im Jahr 1947 von G. P. Gryc vom U.S. Geological Survey (USGS). Der Flussname stammt aus der Sprache der Eskimo und bedeutet „Vielfraß“. Entlang dem Flusslauf wurden damals während den Vermessungsarbeiten mehrere Vielfraße gesichtet.